# Barbro Karlén
Barbro Helen Margaretha Karlén, folkbokförd först Carlén, senare Ask-Upmark, född 24 maj 1954 i Örgryte församling, Göteborg, död 12 oktober 2022 i USA, var en svensk författare och ryttare.

## Biografi
Karlén uppmärksammades som litterärt underbarn när hon vid 12 års ålder gav ut poesiboken Människan på jorden där hon samlat funderingar om livet och människorna. Mellan 1966 och 1971 gavs boken ut i elva upplagor. En recensent skrev "Det absolut ovanliga hos Barbro är förmågan att dikta om livsproblemen så äkta allvarligt och brådmoget genomlyst att man inte undgår en känsla av uppenbarelse". I boken ingick bland annat en uppsats hon skrev som 11-åring som ett bemötande mot "Farbrorn i TV som var rädd för att dö" vilket var professor Herbert Tingsten. Hennes böcker från ungdomsåren översattes till ett tiotal olika språk. Flera av hennes dikter har tonsatts av Sven-Eric Johanson.
Som vuxen ägnade sig Karlén bland annat åt dressyrridning och var 1983–1998 anställd vid ridande polisen i Göteborg.
År 1997 gav hon ut självbiografiska anteckningar under titeln "Und die Wölfe heulten..." : eine Autobiographie, som 1998 gavs ut på svenska med titeln Fragment av ett liv. I boken påstod Karlén att hon var en reinkarnation av den tysk-judiska dagboksförfattaren Anne Frank (1929–1945). Dessa påståenden väckte stort uppseende, speciellt när hon hävdade att flera motgångar i hennes nuvarande liv orsakats av utpekade personer som enligt Karlén i sina tidigare liv varit vakter i koncentrationslägren, och att de som var hennes plågoandar i hennes förra liv fortsatte att vara det i hennes nuvarande liv. Utöver svenska och tyska har denna bok även översatts till engelska, norska, serbiska och ungerska.
År 1999 flyttade hon till USA, där hon under namnet Barbro Ask-Upmark gjorde karriär inom hästsport. Bland hennes utmärkelser kan nämnas 2002 Gold Medal Award från USDF, United States Dressage Federation, och 2006 motsvarande medaljer i silver och brons. År 2006 började hon arbeta för Racewood Simulators som expert och ryttare i arbetet med att utveckla företagets simulatorer för träning och utbildning av ryttare. År 2016 övergick hon till Tryon International Equestrian Center & Resort för en tjänst som ansvarig för utbildning och träning vid deras simulatoranläggning.
Karlén avled 2022 efter en längre tids sjukdom.

### Familj
Barbro Karlén var dotter till tjänstemannen Sölve Carlén och Maria Carlsson men blev fosterdotter till professor Erik Ask-Upmark, vars efternamn hon senare antog. Hon var under åren 1972–1973 gift med studenten Lars Sjögreen och har med honom sonen riksspelmannen Erik Ask-Upmark. Från 1999 var hon bosatt i USA.